# فرفیون ابلق
فرفیون ابلق (نام علمی: Euphorbia marginata) نام یک گونه از سرده فرفیون است.